# Vila Chã (Vila do Conde)
Vila Chã é uma povoação portuguesa sede da Freguesia de Vila Chã do Município de Vila do Conde, freguesia com 4,81 km² de área e 3404 habitantes (censo de 2021), tendo, por isso, uma densidade populacional de 707,7 hab./km².

## Demografia
A população registada nos censos foi:
| Distribuição da População por Grupos Etários | Distribuição da População por Grupos Etários | Distribuição da População por Grupos Etários | Distribuição da População por Grupos Etários | Distribuição da População por Grupos Etários |
| -------------------------------------------- | -------------------------------------------- | -------------------------------------------- | -------------------------------------------- | -------------------------------------------- |
| Ano                                          | 0-14 Anos                                    | 15-24 Anos                                   | 25-64 Anos                                   | > 65 Anos                                    |
| 2001                                         | 560                                          | 435                                          | 1640                                         | 322                                          |
| 2011                                         | 494                                          | 345                                          | 1753                                         | 502                                          |
| 2021                                         | 452                                          | 366                                          | 1852                                         | 734                                          |

## História
O composto “Vila Chã” refere-se, no primeiro elemento, muito provavelmente a uma “villa” agrária de remota instituição; já o segundo elemento, “Chã”, deriva do latim e reflete a topografia local, designando um local plano.
O documento mais antigo referente a esta povoação data de 1033 e revela uma doação que D. Vistrégia Galindes fez a Gutierre Troitosendes e sua mulher, das villas que possuía entre os rios Cávado e Ave, a villa Terroso e a villa “nominata Vila Plana”. É notório que nessa época deveria já existir em Vila Chã a igreja de S. Mamede, igreja “própria” na origem (o que concorda com a situação posterior de padroado), estando de acordo com a elevada antiguidade do culto do respetivo titular, S. Mamede.
As Inquirições de 1258 em Vila Chã, da 'Terra da Maia”, dividem a paróquia em duas secções ou “villas”: a de Vila Chã e a de Mirance (Mirante).
A freguesia foi sempre do termo da Maia (até a formação do concelho de Vila do Conde) e como tal beneficiou do foral da Maia, dado por D. Manuel I de Portugal, a 15 de Dezembro de 1519.
Quanto à Igreja de S. Mamede, paroquial, ela já não era nova no século XIII, e o Mosteiro de Roriz, que possuía então vastas possessões na paróquia, talvez por doação de fidalgos antigos (século XI-XII) dele padroeiros, era o padroeiro da dita igreja, talvez pela mesma via e proveniência; pois lê-se nas Inquirições de Afonso III de Portugal, a propósito da pergunta feita ao próprio pároco de 1258, o padre Gonçalo Mouro, sobre quem o nomeou, que o apresentara o “prior de Rooriz” ao bispo do Porto para confirmação. Tendo o Mosteiro de Roriz, vindo a pertencer à Companhia de jesus, compreende-se que a Igreja de Vila Chã passasse aos jesuítas e, deles, pela extinção, à Universidade de Coimbra, e por fim, ao padroado real.
Consta das Inquisições de 1258 que Raimundo Martins doou uma herdade que aí possuía a D. Maria Paes Ribeiro, a "Ribeirinha", para aí edificar uma casa, a fim de que esta vila continuasse a ser uma honra.
Vila Chã Fez parte do concelho da Maia, e depois foi integrada no concelho (atual município) de Vila do Conde desde a divisão administrativa de 1836.

## Clima
O clima é temperado com o inverno chuvoso e frio  e verão ameno e quente, a temperatura média está em torno dos 19º graus.

## Localização
Vila Chã é uma freguesia costeira do Município de Vila do Conde, inserida na Área Metropolitana do Porto, na zona costeira noroeste de Portugal. Dista cerca de 6 km da sede do Município, 12 km do Aeroporto Francisco Sá Carneiro, 12 km da Póvoa de Varzim e 17 km da cidade do Porto. A 2 km do Vila do Conde Porto Fashion Outlet
Tem como freguesias confrontantes: Mindelo pelo norte, Modivas pelo nascente, e Labruge pelo sul e o Oceano Atlântico pelo poente.
Acessos pela EN13 ou A28, ou pela linha B do Metro do Porto.

## Heráldica

#### Interpretação e justificação dos símbolos
As espigas de milho representam a agricultura, pois Vila Chã centra a sua economia basicamente nesta atividade, assim como grande parte das Freguesias do Concelho.
O barco e as burelas onduladas representam a pesca e o turismo de veraneio, pois a Freguesia conta com boas e frequentadas praias, sendo estas o principal atrativo da Freguesia.
Os Símbolos Heráldicos da Freguesia de Vila Chã encontram-se registados na Direção Geral das Autarquias Locais com o nº 39/2.

## Economia
A agro-pecuária, a pesca, a indústria tradicional, os serviços e o turismo constituem as principais atividades económicas da freguesia.
Vila Chã é a única freguesia de Vila do Conde que ainda tem atividade piscatória. 

## Curiosidade
Em Vila Chã já rodaram a novela "O Olhar da Serpente" produzida pela SIC. Aqui foi rodado o filme "A Mãe e o Mar" de Gonçalo Tocha.

## Distâncias a algumas cidades
- Vila do Conde - 9  km
- Porto - 21  km
- Viana do Castelo - 58  km
- Vigo - 140  km
- Coimbra - 150  km
- Lisboa - 330  km

## Sociedade e Educação
A Freguesia tem movimentos associativos empenhados em contribuir para o desenvolvimento social da população. A Associação Juvenil de Vila Chã (AJVC).
A Educação é assegurada pelos Jardins de Infância e Escolas do 1º ciclo da Igreja e da Praia.

## Instituições e Equipamentos Públicos ou de Serviço Público
- Desportivas-Recreativas:
  - Grandioso Ringue Desportivo
  - Campo Desportivo do Vila Chã
- Sociais:
  - Associação Juvenil de Vila Chã
  - Parque de Campismo de Vila Chã
- Grupos e Ranchos:
  - Grupo Folclórico dos Pescadores de Vila Chã
  - Rancho Danças e Cantares das Lavradeiras de Vila Chã

## Principais Eventos
- Festa do Padroeiro, São Mamede, é realizado de 2 em dois anos Agosto
- Festival Folclórico Agosto
- Festas do Menino Jesus, cortejos de Natal em honra do Menino Jesus.